# Yamada Saburō

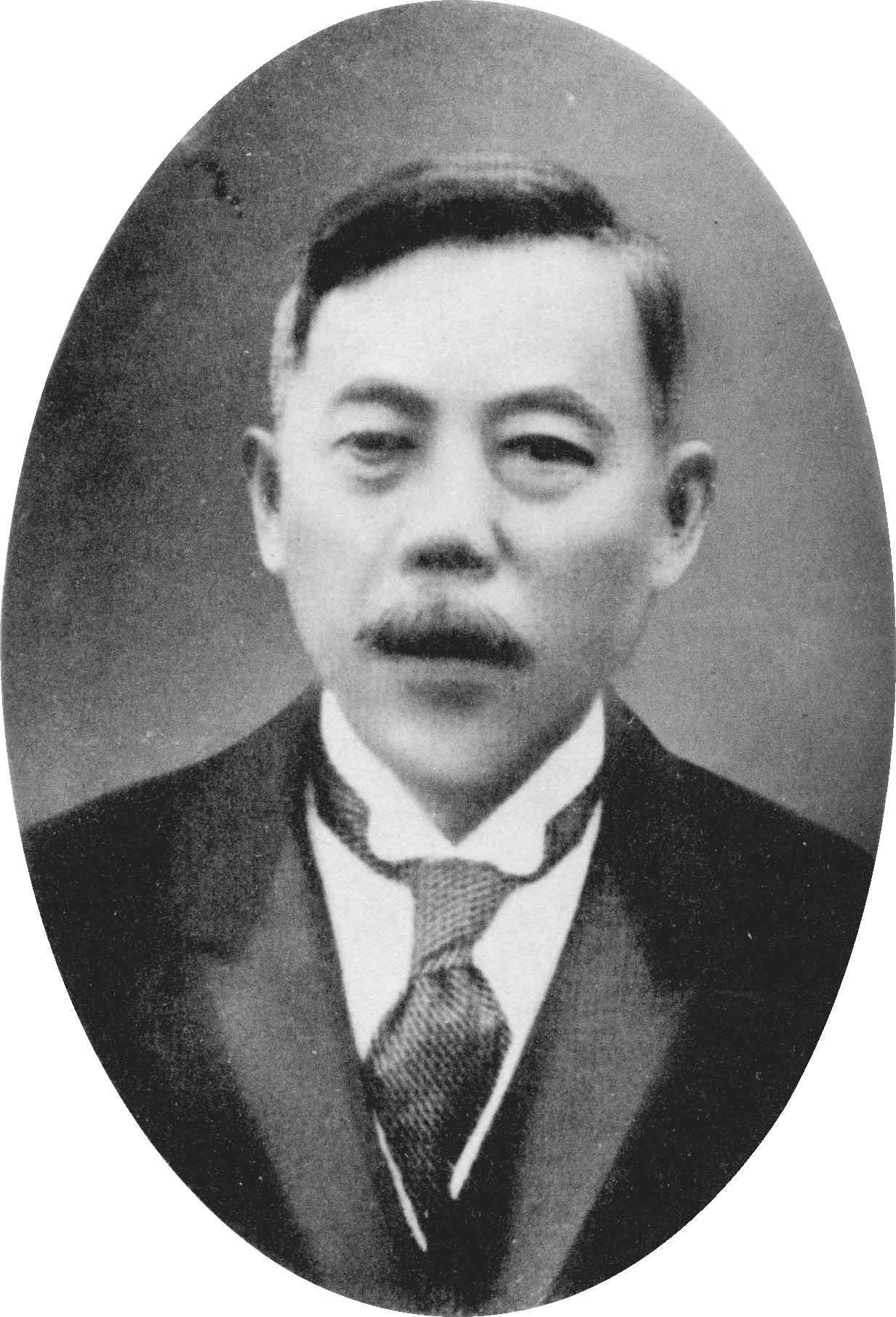
Yamada Saburō

Yamada Saburō (japanisch 山田 三良; geb. 10. Dezember 1869 in der Präfektur Nara; gest. 17. Dezember 1965 in Tōkyō) war ein japanischer Staatsrechtler mit dem Schwerpunkt Internationales Recht.

## Leben und Werk
Yamada Saburō machte 1895 seinen Studienabschluss an der Juristischen Fakultät der Universität Tōkyō, es folgte ein Aufbaukurs an seiner Alma Mater weiter. Von 1897 bis 1901 bildete er sich in Deutschland, Frankreich, England und in den USA weiter. Nach seiner Rückkehr wurde er Professor an der Universität Tōkyō und wirkte dort bis 1930, wobei er als „Meiyo Kyōju“ verabschiedet wurde.
Zu Yamadas bekanntesten Essays gehört seine Verteidigung des 2. Artikels der Bürgerlichen Gesetzbuches, das Ausländern dieselben Rechte unter dem japanischen Gesetz garantiert. Yamada war Dekan der juristischen Fakultät der Universität Tōkyō, von 1931 bis 1936 Präsident der damals japanischen Universität Keijō in Seoul, von 1943 bis 1946 Mitglied des Oberhauses des Reichstags, von 1948 bis 1962 Präsident der Akademie der Wissenschaften, Vorstandsvorsitzender der japanischen „Gesellschaft für internationales Recht“ (国際法学会). Zu seinen Publikationen gehört „Kokusai shihō“ (国際私法) – „Internationales Privatrecht“ aus dem Jahr 1931.
1954 wurde Yamada als Person mit besonderen kulturellen Verdiensten geehrt.